# Nazionale maschile di football americano della Corea del Sud
La nazionale di football americano della Corea del Sud (대한민국 미식축구 국가대표팀은) è la selezione maggiore maschile di football americano dell'Associazione Coreana di Football Americano che rappresenta la Corea del Sud nelle varie competizioni ufficiali o amichevoli riservate a squadre nazionali.

## Risultati
Legenda: Grassetto: Risultato migliore, Corsivo: Mancate partecipazioni

## Dettaglio stagioni

### Amichevoli
| Stagione | Vin | Par | Per | Tot | PF | PS  | avversaria |
| -------- | --- | --- | --- | --- | -- | --- | ---------- |
| 1984     | 0   | 0   | 1   | 1   | 3  | 113 | Giappone   |
| Totale   | 0   | 0   | 1   | 1   | 3  | 113 |            |

Fonte: americanfootballitalia.com

### Tornei

#### Mondiali

##### Fase finale
| Stagione | regular season | regular season | regular season | regular season | regular season | regular season | playoff | playoff | playoff | playoff | playoff | playoff      | playoff    |
|          | Vin            | Par            | Per            | Tot            | PF             | PS             | Vin     | Per     | Tot     | PF      | PS      | risultato    | avversaria |
| -------- | -------------- | -------------- | -------------- | -------------- | -------------- | -------------- | ------- | ------- | ------- | ------- | ------- | ------------ | ---------- |
| 2007     | 0              | 0              | 2              | 2              | 2              | 109            | 1       | 0       | 1       | 3       | 0       | Quinto posto | Francia    |
| 2015     | 0              | 0              | 2              | 2              | 6              | 75             | 0       | 1       | 1       | 14      | 42      | Sesto posto  | Australia  |
| Totale   | 0              | 0              | 4              | 4              | 8              | 184            | 1       | 1       | 2       | 17      | 42      |              |            |

Fonte: americanfootballitalia.com

##### Qualificazioni
| Stagione | regular season | regular season | regular season | regular season | regular season | regular season | playoff | playoff | playoff | playoff | playoff | playoff   | playoff    |
|          | Vin            | Par            | Per            | Tot            | PF             | PS             | Vin     | Per     | Tot     | PF      | PS      | risultato | avversaria |
| -------- | -------------- | -------------- | -------------- | -------------- | -------------- | -------------- | ------- | ------- | ------- | ------- | ------- | --------- | ---------- |
| 2003     |                |                |                |                |                |                | 0       | 1       | 1       | 0       | 88      |           | Giappone   |
| 2007     |                |                |                |                |                |                | 1       | 0       | 1       | 22      | 13      |           | Australia  |
| 2011     |                |                |                |                |                |                | 0       | 1       | 1       | 0       | 76      |           | Giappone   |
| 2014     |                |                |                |                |                |                | 1       | 0       | 1       | 69      | 7       |           | Kuwait     |
| Totale   |                |                |                |                |                |                | 2       | 0       | 2       | 4       | 91      |           |            |

Fonte: americanfootballitalia.com

### Riepilogo partite disputate
| Anno | Luogo    | Evento     | Fase del torneo      | Incontro                    | Risultato |
| 1984 | ?        | Amichevole |                      | Giappone - Corea del Sud    | 113 - 3   |
| 2003 | Ōsaka    | Mondiale   | Qualificazioni       | Giappone - Corea del Sud    | 88 - 0    |
| 2007 | ?        | Mondiale   | Qualificazioni       | Corea del Sud - Australia   | 22 - 13   |
| 2007 | Kawasaki | Mondiale   | Girone               | Germania - Corea del Sud    | 32 - 2    |
| 2007 | Kawasaki | Mondiale   | Girone               | Corea del Sud - Stati Uniti | 0 - 77    |
| 2007 | Kawasaki | Mondiale   | Finale 5º - 6º posto | Francia - Corea del Sud     | 0 - 3     |
| 2011 | Kawasaki | Mondiale   | Qualificazioni       | Giappone - Corea del Sud    | 76 - 0    |
| 2014 | Seul     | Mondiale   | Qualificazioni       | Corea del Sud - Kuwait      | 69 - 7    |
| 2015 | Canton   | Mondiale   | Prima fase           | Australia - Corea del Sud   | 47 - 6    |
| 2015 | Canton   | Mondiale   | Prima fase           | Brasile - Corea del Sud     | 28 - 0    |
| 2015 | Canton   | Mondiale   | Finale 5º - 6º posto | Corea del Sud - Australia   | 14 - 42   |

## Confronti con le altre Nazionali
Questi sono i saldi della Corea del Sud nei confronti delle Nazionali incontrate.

### Saldo positivo
| Nazionale | Giocate | Vinte | Pareggiate | Perse | PF | PS | Ultima vittoria | Ultimo pari | Ultima sconfitta |
| --------- | ------- | ----- | ---------- | ----- | -- | -- | --------------- | ----------- | ---------------- |
| Kuwait    | 1       | 1     | 0          | 0     | 69 | 7  | 2014            | -           | -                |
| Francia   | 1       | 1     | 0          | 0     | 3  | 0  | 2007            | -           | -                |

### Saldo negativo
| Nazionale   | Giocate | Vinte | Pareggiate | Perse | PF | PS  | Ultima vittoria | Ultimo pari | Ultima sconfitta |
| ----------- | ------- | ----- | ---------- | ----- | -- | --- | --------------- | ----------- | ---------------- |
| Brasile     | 1       | 0     | 0          | 1     | 0  | 28  | -               | -           | 2015             |
| Germania    | 1       | 0     | 0          | 1     | 2  | 32  | -               | -           | 2007             |
| Australia   | 3       | 1     | 0          | 2     | 42 | 102 | 2007            | -           | 2015             |
| Stati Uniti | 1       | 0     | 0          | 1     | 0  | 77  | -               | -           | 2007             |
| Giappone    | 2       | 0     | 0          | 2     | 3  | 201 | -               | -           | 2003             |